# Слобода (Озерицко-Слободской сельсовет)
Слобода́ (бел. Слабада; также встречается — Озери́цкая Слобода́, бел. Азярыцкая Слабада) — агрогородок в Смолевичском районе Минской области Беларуси. Административный центр Озерицко-Слободского сельсовета.

## География
Располагается в 12 километрах западнее Смолевичей, в 3 километрах от станции Городище и 1,5 километрах от остановочного пункта Слобода на железнодорожной линии Минск — Орша. Расстояние до Минска составляет 21 километр, к северу от Слободы проходит автодорога Р53 Минск — Москва.

## История
Известна с начала XVI века под названием Слобода Озерицкая. В 1507 году её владелец князь Константин Острожский пожертвовал одну волость смолевичской Свято-Николаевской церкви. В 1713 году находилась в составе имения Волма во владении Анны Радзивилл, в деревне насчитывалось 47 дворов, 40 волок земли, в составе Минского повета. В 1758 году насчитывался 41 двор.
После второго раздела Речи Посполитой (1793) деревня перешла в состав Российской империи. В 1870 году деревня Слобода находилась в составе Смолевичской волости Борисовского уезда Минской губернии, являясь центром сельской общины, в которую входил 121 крестьянин. Согласно первой всероссийской переписи 1897 года в селе Слобода-Озерицкая насчитывалось 92 двора, проживали 598 жителей, имелась православная церковь и церковно-приходская школа (открыта в 1878 году), работала кузница, корчма, магазин и постоялый дом. В 1898 году было открыто народное училище. В 1909 году насчитывалось 109 дворов, в которых проживали 665 жителей, происходили крестьянские волнения. Согласно переписи 1917 года в деревне насчитывалось 142 двора, проживали 946 жителей.
С февраля по декабрь 1918 года деревня была оккупирована войсками кайзеровской Германии, с августа 1919 до июля 1920 года — польскими войсками. С 1919 года деревня находится в составе Белорусской ССР, с 20 августа 1924 года — административный центр Слободского сельсовета (вместе с двумя хуторами Кордовское — 165 хозяйств, 1045 жителей) Смолевичского района Минского округа (до 26 июля 1930 года). В сельсовете насчитывалось 450 хозяйств, проживали 2789 жителей. Согласно переписи населения 1926 года в деревне 131 двор, проживали 725 жителей, работала школа 1-й ступени (2 учителя, 117 учеников), изба-читальня. В 1931 году начальная школа преобразовала в семилетнюю. В начале 1930-х годов работали колхоз Пробуждение (в 1932 году объединял 35 хозяйств), кузница, создан гончарно-кирпичный завод.
Во время Великой Отечественной войны с конца июня 1941 до 3 июля 1944 года деревня была оккупирована немецко-фашистскими захватчиками, освобождена войсками 2-го гвардейского танкового корпуса. Советские воины, которые погибли при освобождении деревни, были погребены в братской могиле, для увековечивания их памяти в 1959 году был установлен памятник. В деревне также похоронен лейтенант В.М. Бойко и неизвестный солдат, память которых увековечена памятниками. Возле деревни расположен Курган Славы Советской армии в честь подвига 1-го, 2-го, 3-го Белорусских и 1-го Прибалтийского фронтов, которые освободили Беларусь от немецко-фашистских захватчиков в 1944 году (открыт 5 июля 1969 года). Великая Отечественная война унесла жизни 75 сельчан, которые погибли на фронтах войны и 6 погибли, участвуя в партизанском движении.
Согласно переписи 1959 года в деревне проживали 845 жителей. С 25 декабря 1962 года в Минском районе, с 6 января 1965 года снова в Смолевичском, 23 декабря 1963 года Слободской сельсовет получил наименование Озерицко-Слободской. В 1988 году насчитывалось 370 хозяйств, проживали 1070 жителей, деревня являлась центром сельсовета имени Орджоникидзе. В 1996 году насчитывалось 490 придомовых хозяйств, в деревне проживали более 1500 жителей, действовали средняя школа, детский ясли-сад, врачебная амбулатория, торговый центр, сберегательная касса, стадион, библеотека, Дом культуры, магазин, ветеринарный участок, отделение связи (почта), кафе.
Кроме деревянных построек, в Слободе имеется множество 2-4-х этажных жилых домов, построенных в послевоенные годы, а также пятиэтажек, которые начали массово возводится в 2000-е годы.
В 2008 году деревня Слобода преобразована в агрогородок.

## Население
| Численность населения (по годам) | Численность населения (по годам) | Численность населения (по годам) | Численность населения (по годам) | Численность населения (по годам) | Численность населения (по годам) | Численность населения (по годам) | Численность населения (по годам) | Численность населения (по годам) | Численность населения (по годам) |
| 1897                             | 1909                             | 1917                             | 1926                             | 1959                             | 1988                             | 1996                             | 2001                             | 2009                             | 2013                             |
| -------------------------------- | -------------------------------- | -------------------------------- | -------------------------------- | -------------------------------- | -------------------------------- | -------------------------------- | -------------------------------- | -------------------------------- | -------------------------------- |
| 598                              | ↗665                             | ↗946                             | ↘725                             | ↗845                             | ↗1070                            | ↗1500                            | ↗1729                            | ↗2115                            | ↗2452                            |
| 2019                             |                                  |                                  |                                  |                                  |                                  |                                  |                                  |                                  |                                  |
| ↗3110                            |                                  |                                  |                                  |                                  |                                  |                                  |                                  |                                  |                                  |

## Инфраструктура
- Озерицко-Слободская врачебная амбулатория
- ГУО Озерицкослободская средняя школа
- ГУО Озерицкослободской детский сад
- Тренажёрный зал «Фитнес Слобода»
- Продовольственные магазины и продуктовый рынок

### Транспортное сообщение
В 1,5 километрах южнее от Слободы расположен одноимённый железнодорожный остановочный пункт с которого отправляются электропоезда региональных линий в сторону Минска, Орши и Борисова. Ежедневно отправляются около пятнадцати пар поездов, а также четыре пары электропоездов городских линий по маршруту Минск-Пассажирский — Красное Знамя.
На северной окраине агрогородка, возле автомагистрали расположено автобусное разворотное кольцо с которого ежедневно отправляются рейсы в Смолевичи, Сутоки, Усяж и в Минск (в том числе к станции метро Уручье).

## Культура

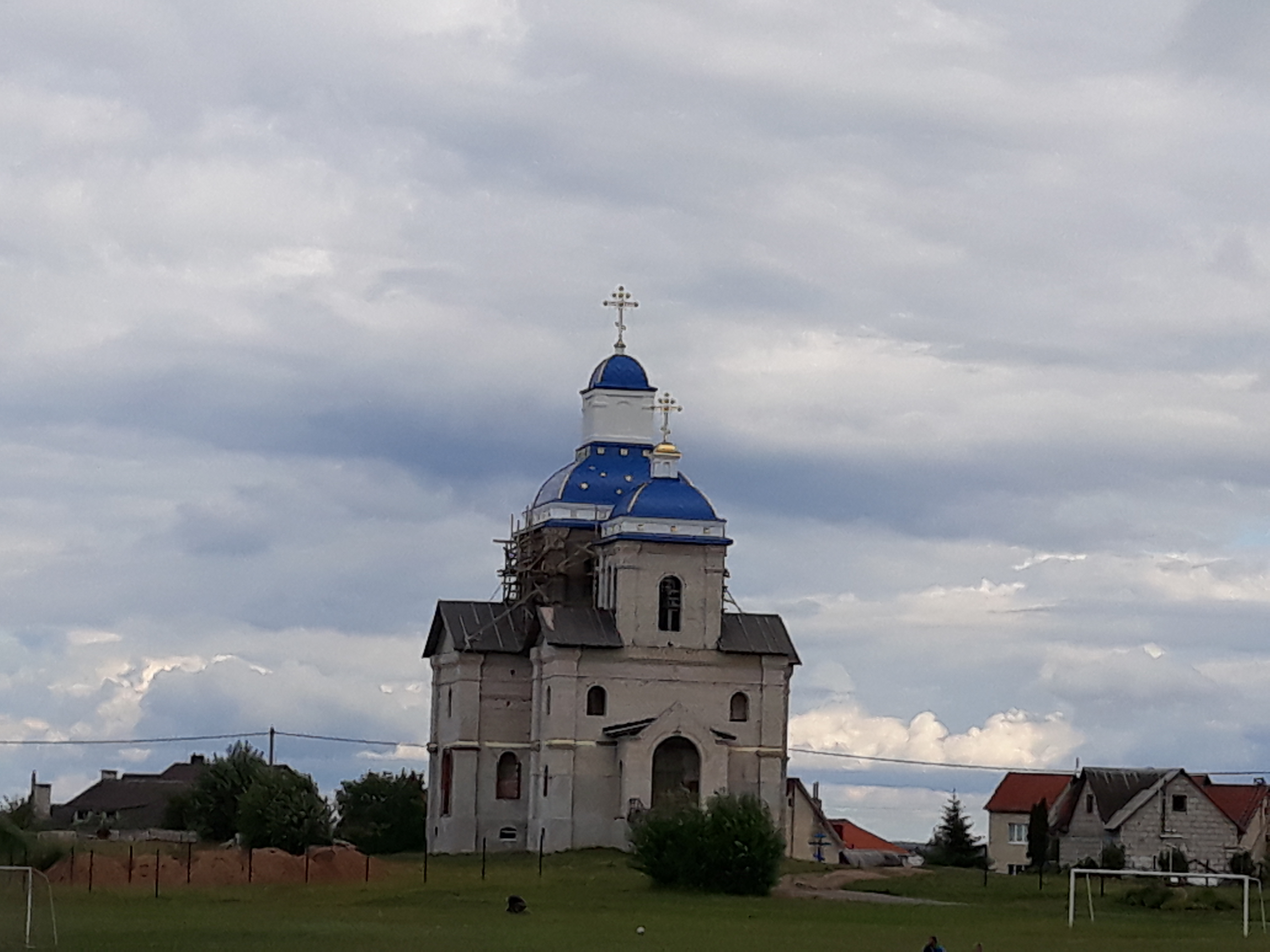
Свято-Покровская православная церковь

- Историко-краеведческий музей государственного учреждения образования «Озерицкослободская СШ»

## Достопримечательности
- Курган Славы, в 0,5 километра севернее деревни[9][10];
- Братская могила советских воинов расположена на восточной окраине деревни, на сельском кладбище. В захоронении погребены восемь воинов, которые погибли в 1944 году в боях против немецко-фашистских захватчиков за освобождение деревни. В 1959 году на могиле был установлен обелиск[9];
- Могила Бойко Владимира Михайловича и неизвестного солдата расположена на сельском кладбище. Старший лейтенант Красной Армии В.М. Бойко погиб в 1944 году в боях против немецко-фашистских захватчиков, такая же участь постигла и солдата, чьё имя не было установлено. В 1959 году на могиле был установлен обелиск[9].
- Свято-Покровская церковь[бел.] (2001)